# Hangu

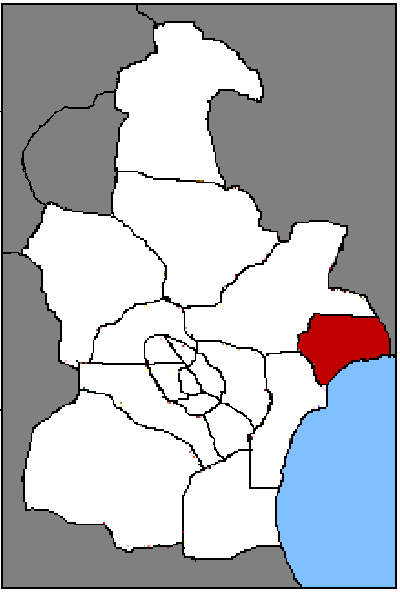
Lage Hangus in Tianjin

Hangu (汉沽区) war ein Stadtbezirk der regierungsunmittelbaren Stadt Tianjin in Nordchina. Hangu hatte eine Fläche von 441,5 km² und 167.979 Einwohner (Ende 2003 mit Hauptwohnsitz gemeldete Einwohner).

## Administrative Gliederung
Auf Gemeindeebene setzte sich Hangu aus fünf Straßenvierteln und vier Großgemeinden zusammen. Diese waren:
- Straßenviertel Hangu (汉沽街道);
- Straßenviertel Zhaishang (寨上街道);
- Straßenviertel Hexi (河西街道);
- Straßenviertel Tianhua (天化街道);
- Straßenviertel Yanchang (盐场街道);
- Großgemeinde Datian (大田镇);
- Großgemeinde Yangjiapo (杨家泊镇);
- Großgemeinde Chadian (茶淀镇);
- Großgemeinde Yingcheng (营城镇).

## Auflösung
Zum 31. Dezember 2009 wurde der Stadtbezirk Hangu aufgelöst und seine Fläche Bestandteil des "Neuen Stadtbezirks" Binhai.